# Nick Jensen
Nick Jensen (17 de junio de 1991) es un deportista de Dinamarca que compite en atletismo. Ganó una medalla de oro en el Campeonato Europeo de Atletismo por Equipos de 2019, en la prueba de 1500 m.